# Средњовековне заставе Немањића
Заставе Немањићке Србије, док је била жупанија, потом краљевина, а потом и царевина, остале су нам тек делимично забележене у историјским изворима, као експонати у црквеним или музејским историјским поставкама.

## Значај стега-заставе у средњовековним војскама
Заставе-стегови, били су обележја свих војски у средњем веку, па тако и српске, у којој је на челу војске био велики жупан (потом, краљ, и на крају цар), а њему подређени команданти били су најпре војводе, а потом и краљеви, деспоти, итд., а о чему нам управо говори у свом раду „Историја Срба“, чешки историчар Константин Јиречек (1854-1918)

У Дубровачком архиву, Јиричек нам налази још података, који говоре о значају застава у војним походима, те тако наводи један догађај, забележен у овом граду:
»Властела Продаша, Владимир и Витомир провалили су изненада, 1323, с војском и заставама (лат. cum gonfalonibus) из Конавала, Требиња и Драчевице у дубровачке долине Ријеке и Затона, те су се, још истога дана, врнули назад с великим пленом, гонећи стоку и носећи собом чоху и још друге ствари.«.
Војводе су увек биле присутне у војној командној хијерархији Срба, и то у самом врху исте.
Историчар Стојан Новаковић (1842-1915) нам објашњава да су управо те војводе, у средњем веку називали „стегоноше“ (лат. vaxillifer), јер је сваки војсковођа имао свој стег-заставу, по којој је био препознатљив, како он, тако и његова војна формација.
Стегоноша (истакнути командант) није носио заставу, већ му је иста само предавана када би преузео неки војни положај.
У средњем веку била је велика срамота изгубити „стег“, па су се из тог разлога такви догађаји увек бележили од стране ондашњих хроничара.
 
Када је краљ Србије Стефан Урош I (око 1220-1277), потучен у рату са Мађарима 1268. године, остало је забележено у попису ратног плена (прављеног на угарском двору у Будиму) да истакнуто место у истом заузимају „краљев стег“ и крст од злата украшен бисерима и драгим камењем.
Нешто слично, десило се у бици код Никопоља 25. септембра 1398. године, у сукобу између крсташке војске (Мађари, Немци, Французи, Срби, Холанђани, Чеси, Шпанци, Пољаци, и Италијани из Венеције и Ђенове) коју је предводио краљ Угарске Жигмунд Луксембуршки (1368-1437), са војском османлија (Турци, Арапи, Срби и Грци), коју је предводио лично османско-турски султан Бајазит I (1354-1403).
 
Већ готово реализован турски пораз претворен је у њихову победу уласком у битку 1.500 „тешко оклопљених српских коњаника“ (витезова), које је предводио тадашњи турски вазал Стефан Лазаревић (1377-1427).
Стефан је напао „угарски стег“
краља Жигмунда, који је носио најистакнутији краљев племић Никола II Горјански (1367—1433), муж његове рођене сестре Теодоре Лазаревић (13??-пре 1405).
Одмах по овом догађају избила је паника у крсташким редовима, јер је пад стега у руке непријатеља значио најчешће пораз и смрт владара.
Иначе, све горе изнето о бици код Никопоља, забележио је 1427. године, њен директни учесник немачки племић, витез и хроничар Јоханес Шилтбергер (1380-1440).

## Категоризација српских средњовековних застава
Српски средњовековни барјаци, према малоборјним податцима, могу се поделити у пет група:1.Ставролике заставе-барјаци крсташи који су нам познати са новца краљева Уроша, Милутина и Драгутинакао и два барјака са Хиладнара која се приписују цару Душану,2.Хагиографске заставе- с приказима светаца и иконама као застава краља Уроша из Морића,3.Хералдичке заставе-застава са грбом двоглавог орла цара Душана,4.Униколорне заставе-жута застава коју традиција приписује Стефану Дечанском и 5.Биколорне заставе-у коју спада црвено плава коњичка застава краља Владислава.

## Застава Немањића
Најстарији сачувани подаци о бојама српске заставе, односе се на стег (заставу) који је у Дубровнику (лат. Ragusium) оставио Стефан Владислав (око 1198-1267).
Према дубровачком документу из 1281. године, који садржи опис драгоцености и предмета које су у трезору у Дубровнику оставили на чување син краља Владислава жупан Деса и удовица (српска краљица) Белослава, застава је била од црвене и плаве свиле (лат. vexillium unum de zendato rubeo et blavo), али у овом спису сама застава није подробније описана.
Управо ову српску заставу описивао је и познати словеначки историчар проф. др Грегор Чремошик (1890-1958), и нешто касније београдски историчар уметности др Верена Хан.
Депозит породице краља Владислава, био је смештен у пет ковчега, и по попису из градског Дубровачког архива садржавао је:
- две платнене завесе извезене свилом,
- памучну завесу као заклон од сунца,
- 122 сребрна тањира,
- 20 сребрних здела,
- 14 комада златног посуђа,
- црвено-плаву заставу,
- три женске златом украшене кошуље,
- 10 краљевских хаљина,
- краљевских знамења.

Овде споменута застава краља Владислава, израђена у црвено-плавој боји, спомиње се још 1867. године, и налази се у Дубровнику.

Судбина других делова Владислављеве „покладе“ није поуздано утврђена, али се неки делови појављују у Дубровачком музеју, додуше, са легендом да припадају неком другом владару или историјској личности.

## Династичка застава Српског краљевства Немањића (1217-1345)
Један од стандардних облика владарских застава у средњем веку био је стег (застава), односно прецизније речено: свилена или платнена тканина са симболима племићке-владарске породице (династије) квадратног облика, која је постављена на копље, а у неким случајевима и на копље са конзолом (са горње стране), ради одржавања облика квадратне заставе.
Застава, коју су носили краљеви Србије (из рода Немањића) била је обележена хералдичким симболом црвеног двоглавог орла (раширених крила) на подлози златне боје (а понекад и на белој).
Грб српске државе (црвени двоглави орао на белој подлози изнад престоног града Скопља), коју је успоставио цар Стефан Душан (око 1308-1355), први пут можемо видети на поморској карти (портолан), коју је израдио 1339. године, Ђеновљанин Angelino Dulcert (Angelino de Dulceto/Dulceti или Angelino de Dalorto) на Мајорци, где је емигрирао између 1320-1330, и (веома брзо) постао један од оснивача чувене „Мајорканске картографске школе“.
Ова карта се данас чува у Паризу.
Цар Душан је био неспорно моћан и угледан владар, који је у свом личном окружењу имао гарду састављену од витезова-племића из Немачке и Шпаније, те је логично да је пратио и трендове по питању застава (стегова) и банера, какви су се могли сретали у ондашњој западној Европи.
Нажалост, остало нам је свега пар илустрација његових застава, као и две, које су до данас сачуване у манастиру „Хиландар” на Светој гори.

## Ратне заставе Немањића које се чувају на Хиландару
У богатој ризници српског манастира „Хиландар“, на Светој гори, налазе се и две заставе, које се приписују цару Душану.
Од поменутих застава једна се користи током литије, а друга не, мада су обе у ствари класичне „ратне заставе“ (трогластог типа), које су се користиле у средњем веку..
Први који нам је скренуо пажњу на ово јесте Димитрије Аврамовић (1815-1855), српски сликар и писац, који је приликом посете Светој гори, описао заставу коју је тамо видео.
Аврамовић је приметио да је застава скинута са оригиналног (вероватно црвено обојеног) копља.
Исту заставу, касније је подробније описао архитекта Петар-Пера Ј. Поповић (1873-1945), који нам даје и тачније податке о истој (боје и димензије).
Застава је троугластог облика, од танког свиленог платна, састављена из шест пола наранџасте, зелене и жуте боје.
Поповић није потпуно објаснио тканину, јер је понекад назива свилено платно, а опет на другом месту свила.
Део поља на застави је накнадно додат (на делу наранџастих поља), а забележио је и да је застава ради бољег чувања аплицирана на обично платно.
Жута свила има орнаменте у ткању, а на зеленом пољу аплициран је шестокраки или двоструки крст од „неке златоткане тканине“.
Утврђивању приближног датума настанка заставе, могу да послуже орнаменти на жутој свили, по принципу аналогије са већ од раније датираним средњовековним текстилом.
Међутим, чак и сам облик овог барјака говори о његовој старости, јер се на средњовековном новцу често могу видети прикази трогласти барјак, тј. застава.
Друга застава која се чува у Хиландару, а која по традицији такође припада времену цара Душана па је чак и обликом слична већ описаној претходној застави.
Она је у употреби као литијски барјак (има верску улогу), а овде ће бити описана према документацији Историјског музеја Србије.
Реч је о троугластом барјаку, састављеном од четири поља, која су од чисте свиле и која се од врха постепено шире.
Спољна ивица дуга је 400 cm, друга доња, има 220 cm, а ивица уз копље је дужине 267 cm.
На врху заставе је поље од црвене свиле ширине 60 cm, са аплицираном белом траком.
Друго поље, широко 50 cm, има, у основи боје природне свиле са наизменичним тракама у ткању, које су сачињене од белих и црвених правоугаоника.
Техника ткања ове свиле делује необично.
Вероватно су бели и црвени правогуаоници ткани с дебљом потком, техником пребирања основе (клечањем).
Изузетно прецизна израда тих орнамената и начин постизања њихових боја, подсећају на технику растера у сликарству и доприносе да застава има посебан ведар изглед.
Треће поље је од природне жуте свиле ширине 57 cm, а на средини овог поља аплициран је равнокраки крст, од нешто тамније жуте свиле, која је скупљена, па изгледа да је крст косо постављен.
Четврто поље ове заставе, састоји се од две поле поменуте свиле са тракама, наизменично, црвеним и белим, које имају декоративну намену.
Уз најдужу ивицу заставе нашивене су густе бледозелене ресе и посебна жута трака од грубљег платна, на којој се уочавају трагови украсног веза, са стилизованим цветовима.
С доње стране заставе аплициране су (поред беле траке) и жуте ресе, које су највећим делом пропале.
Друга страна заставе је без крста, а уз њену најдужу ивицу (уз ресе) аплицирана је зелена платнена трака.
На трећем и четвртом пољу заставе има већих оштећења.
Копље заставе је дрвено, округло, са траговима црвене боје.
При дну копља су квадратни испусти, на којима су црвеном и зеленом бојом осликани разни мотиви (сунце, риба, ромбови и кружићи).

## Црвени двоглави орао као династички, национални и државни симбол Срба
Српски двоглави орао се први пут јавља на одежди кнеза Мирослава Завидовића крајем 12. века, тј. исти не потиче из Ромеје (Византије), јер је Ромеја све до друге половине 13. века користила једноглавог орла, на свом грбу.
 
Може се рећи да је временски период од стотинак година делио прихватање ознаке двоглавог орла у Србији од првих примера двоглавог орла у Византији.
 
Наиме, први византијски двоглави орлови датирају из периода када је Михаел VIII Палаиологос (1223-1282), тј. грч. Μιχαήλ Η΄ Παλαιολόγος, цар Ромеје (владао: 1259-1282)
из латинских руку повратио Константинополис на чијим су зидинама Латини већ били усталили употребу црног двоглавог орла на жутој подлози.
Српска средњовековна држава целим током свога постојања као слободна држава (од Стефана Немање Завидовића па до дефинитивног пада под Турке 1459. године) је имала само две хералдичке ознаке, а то су били црвени двоглави орао на белој (или златној) подлози и штит са крстом и оцилима/огњилима. И један и други симбол Срби су користили пре Ромеја.
Крст са оцилима/огњилима вероватно никада није био званична хералдичка ознака слободне српске средњовековне државе, пошто исти почиње да доминира у хералдичком смислу тек по паду српске државе под турску власт.
Индикативно је да је чак и у доба српског царства, Србија и даље носила хералдичку ознаку црвеног двоглавог орла на белом, односно златном штиту, с тим да је као хералдичка ознака за нови квалитет, тј. за српско Душаново царство, придодат и бели двоглави орао на црвеној подлози.
 
Из свега произилази да су црвени орлови представљали и симбол државности код Срба.
Одмах са проглашењем царства Душанов малолетни син Урош је проглашен за краља и додељене су му све територије северно од Скопља, што значи и територија средишње Србије.
 
Стога нимало није случајно да су у цркви Св. Фрање у Бергаму (Италија), приказани и Душан и Урош и то тако да је првом на грудима бели двоглави орао, а другом је на грудима црвени двоглави орао.
Са нестанком српског царства постепено престаје и употреба ознаке царства тј. белог двоглавог орла на црвеној подлози, а црвени двоглави орао на белој подлози наставља да егзистира, као једина званична хералдичка ознака средњовековне Србије, све до њеног нестанка 1459. године.

## Галерија
- Ратна застава цара Душана, која се чува у манастиру „Хиландар“ на Светој гори (димензије заставе: 275 cm x 240 cm x 370 cm).
- Ратна застава цара Душана, која се чува у манастиру „Хиландар“ на Светој гори (димензије заставе: 267 cm x 220 cm x 400 cm).
- Карту са грбом српске државе из 1339. године, израдио је Angelino Dulcert (Bibliotheque Nationale de France, Paris, République française - B. 696).
- Карту са грбом српске државе насталу око 1380. године, израдио је Guillem Soler (Bibliotheque Nationale de France, Paris, République française - B. 1131)
- Карту са грбом српске државе из 1439. године, израдио је Gabriel de Vallseca (Museu Marítim de Barcelona, Barcelona, Reino de España - inv. 3236)

### Грб Немањића
- Опис слике:
 Краљевски грб српске династије Немањић (израђен 1339. године).
- Опис слике:
Краљевски грб српске династије Немањић (израђен 1380. године).
- Опис слике:
Краљевски грб српске династије Немањић (израђен 1439. године).
- Опис слике:
Царски грб српске династије Немањић (израђен 1595. године).
- Опис слике:
Царски грб српске династије Немањић (израђен између 1595. и 1615. године).
- Опис слике:
Царски грб српске династије Немањић (израђен између 1600. и 1620. године).
- Опис слике:
Царски грб српске династије Немањић (израђен између 1675. и 1688. године).
- Опис слике:
Царски грб српске династије Немањић (израђен око 1700. године).
- Опис слике:
Царски грб српске династије Немањић (израђен 1702. године).